# Hanns-Peter Hartmann
Hanns-Peter Hartmann (* 27. September 1943 in Radom, Generalgouvernement) ist ein ehemaliger deutscher Politiker in Berlin (PDS).

## Biografie
Hanns-Peter Hartmann wuchs in Ost-Berlin auf und absolvierte eine landwirtschaftliche Ausbildung mit späterem Ingenieurabschluss. 1973 wurde er Leiter der Tierproduktion in der LPG Schmachtenhagen und 1976 stellvertretender Betriebsleiter des Rinderkombinats Kaltenhausen. Hartmann wechselte 1980 zum BAE Batterienwerk in Berlin-Oberschöneweide, ab 1990 wurde er Betriebsratsvorsitzender und 1993 entlassen.
Im Zuge der Wende und friedliche Revolution in der DDR schloss Hartmann sich zunächst der SDP und später der SPD an, die er 1993 verließ. Als Mitglied der PDS wurde er 1995 im Wahlkreis Treptow 2 in das Abgeordnetenhaus von Berlin gewählt. Wenige Wochen später rückte er für den ausgeschiedenen Stefan Heym in den Deutschen Bundestag nach, dem er bis 1998 angehörte.
Hartmann ist Mitglied der IG Metall.